# Synixais strandi
Synixais strandi är en skalbaggsart som beskrevs av Stefan von Breuning 1940. Synixais strandi ingår i släktet Synixais och familjen långhorningar.
Artens utbredningsområde är Laos. Inga underarter finns listade i Catalogue of Life.